# 除息
除息（英語：Ex-Dividends），是公司配發「現金股利」（配息／股息）給股東時，將發放的股息從股價中扣除。

## 除息參考價
- 除息參考價計算公式：

除息參考價＝除息前一日收盤價－現金股利
【例】
除息前一日收盤價為60元，現金股利是2元，則除息參考價是58元（60-2）。

## 填息
除息後，除息前一日的收盤價與除息後的價位之間有個除息價差缺口，如果股價能回升並超過除息前一天的收盤價，稱之為「填息」。
【例如】
某個股除息前股價60元，配發2元現金股利，除息後參考價位為58元，數日後股價回升至60元，即可稱為填息完畢。

## 貼息
如果股價除息後，沒有回補除息差價缺口，反而下跌，使參與除息的投資人蒙受損失，則稱為「貼息」。
【例如】
某個股除息前股價60元，配息2元，除息參考價為58元，但除息後股價卻下跌至56元，沒有回升至60元，稱為貼息。

## 內部連結
- 除息日
- 股息
- 除權
- 現金殖利率